# Paris-Bruxelles 2011
La 91e édition du Paris-Bruxelles, s'est déroulée le 10 septembre 2011 et a vu la victoire de Denis Galimzyanov qui a devancé au sprint Yauheni Hutarovich et Anthony Ravard.

## Classement final
|    | Coureur             | Pays        | Équipe                       |    | Temps           |
| -- | ------------------- | ----------- | ---------------------------- | -- | --------------- |
| 1  | Denis Galimzyanov   | Russie      | Katusha                      | en | 4 h 51 min 35 s |
| 2  | Yauheni Hutarovich  | Biélorussie | FDJ                          | +  | m.t.            |
| 3  | Anthony Ravard      | France      | AG2R La Mondiale             |    | m.t.            |
| 4  | Stefan van Dijk     | Pays-Bas    | Verandas Willems-Accent      |    | m.t.            |
| 5  | Takashi Miyazawa    | Japon       | Farnese Vini-Neri Sottoli    |    | m.t.            |
| 6  | Borut Božič         | Slovénie    | Vacansoleil-DCM              |    | m.t.            |
| 7  | Alexander Kristoff  | Norvège     | BMC Racing                   |    | m.t.            |
| 8  | Daniele Colli       | Italie      | Geox-TMC                     |    | m.t.            |
| 9  | Michael Van Staeyen | Belgique    | Topsport Vlaanderen Mercator |    | m.t.            |
| 10 | Cyril Lemoine       | France      | Saur-Sojasun                 |    | m.t.            |